# Pučišća
Pučišća är en ort i Kroatien.   Den ligger i länet Dalmatien, i den södra delen av landet, 280 km söder om huvudstaden Zagreb. Pučišća ligger 8 meter över havet och antalet invånare är 1 602.
Terrängen runt Pučišća är huvudsakligen kuperad, men åt nordväst är den platt. Havet är nära Pučišća norrut.  Närmaste större samhälle är Omiš, 11,4 km norr om Pučišća. Trakten runt Pučišća består i huvudsak av gräsmarker.